# Weston and Weedon
Weston and Weedon es una parroquia civil del distrito de South Northamptonshire, en el condado de Northamptonshire (Inglaterra). Está formada por los pueblos de Weston y Weedon Lois.

## Demografía
Según el censo de 2001, Weston and Weedon tenía 330 habitantes (170 varones y 160 mujeres). 63 de ellos (19,09%) eran menores de 16 años, 244 (73,94%) tenían entre 16 y 74, y 23 (6,97%) eran mayores de 74. La media de edad era de 42,55 años. De los 267 habitantes de 16 o más años, 56 (20,97%) estaban solteros, 174 (65,17%) casados, y 37 (13,86%) divorciados o viudos. 162 habitantes eran económicamente activos, 155 de ellos (95,68%) empleados y otros 7 (4,32%) desempleados. Había 3 hogares sin ocupar y 135 con residentes.
| 328                         | - | 323 | 294 |
| (Fuente: Vision of Britain) |   |     |     |